# 栖兰粗叶木
栖兰粗叶木（学名：Lasianthus trichophlebus var. latifolius）为茜草科粗叶木属下的一个种。

## 扩展阅读
- 維基物種上的相關：栖兰粗叶木